# Мадіді
Національний парк та природна територія централізованого керування Мадіді (ісп. El Parque Nacional y Área Natural de Manejo Integrado Madidi) — національний парк у верхів'ях басейну Амазонки в Болівії. Парк був заснований 1995 року, його площа 18 958 км², і разом із усідніми природоохоронними територіями Мануріпі, Аполобамба і (з другого боку кордону з Перу) Ману, становить одну з найбільших захищених територій у світі.